# Mistrovství světa ve fotbale 2022 – skupina C
Skupina C Mistrovství světa ve fotbale 2022 začala 22. listopadu a skončila 30. listopadu 2022. Tvoří ji Argentina, Saúdská Arábie, Mexiko a Polsko. Dva nejlepší týmy postoupí do osmifinále.

## Týmy
| Výchozí Umístění ve skupině | Tým            | Koš | Federace | Kvalifikoval se jako:              | Datum zajištění účasti | Pořadí účasti na MS | Po sobě jdoucí účasti na MS | Poslední účast | Nejlepší umístění        | Umístění v žebříčku FIFA | Umístění v žebříčku FIFA |
| Výchozí Umístění ve skupině | Tým            | Koš | Federace | Kvalifikoval se jako:              | Datum zajištění účasti | Pořadí účasti na MS | Po sobě jdoucí účasti na MS | Poslední účast | Nejlepší umístění        | Březen 2022              | Říjen 2022               |
| --------------------------- | -------------- | --- | -------- | ---------------------------------- | ---------------------- | ------------------- | --------------------------- | -------------- | ------------------------ | ------------------------ | ------------------------ |
| C1                          | Argentina      | 1.  | CONMEBOL | 2. tým kvalifikace CONMEBOL        | 17. listopadu 2021     | 18.                 | 13                          | 2018           | Vítězové (1978, 1986)    | 4.                       | 3.                       |
| C2                          | Saúdská Arábie | 4.  | AFC      | Vítěz kvalifikační skupiny B (AFC) | 24. března 2022        | 6.                  | 2.                          | 2018           | Osmifinále (1994)        | 49.                      | 51.                      |
| C3                          | Mexiko         | 2.  | CONCACAF | 2. tým třetí fáze CONCACAF         | 30. března 2022        | 17.                 | 8.                          | 2018           | Čtvrtfinále (1970, 1986) | 9.                       | 13.                      |
| C4                          | Polsko         | 3.  | UEFA     | Vítěz baráže UEFA                  | 29. března 2022        | 9.                  | 2.                          | 2018           | 3. místo (1974, 1982)    | 26.                      | 26.                      |

## Tabulka
| Tým            | Z | V | R | P | VG | IG | +/- | B |
| -------------- | - | - | - | - | -- | -- | --- | - |
| Argentina      | 3 | 2 | 0 | 1 | 5  | 2  | +3  | 6 |
| Polsko         | 3 | 1 | 1 | 1 | 2  | 2  | 0   | 4 |
| Mexiko         | 3 | 1 | 1 | 1 | 2  | 3  | -1  | 4 |
| Saúdská Arábie | 3 | 1 | 0 | 2 | 3  | 5  | -2  | 3 |

## Zápasy
1. kolo

### Argentina - Saúdská Arábie
Argentina se Saúdskou Arábií si spolu zahrály před tímto duelem již čtyřikrát, naposledy v roce 2012, kdy v přátelském utkání gól nepadl.
Argentina poprvé zahrozila hned po minutě hry. Na hranici pokutového území se ke střele dostal Messi, jeho přízemní střelu k levé tyči ale Muhammad Uvaís vyrazil. V 10. minutě přidržel saúdský obránce Saúd Abdulhamíd Argentince Leandra Paredese a rozhodčí po zhlédnutí videa nařídil pokutový kop, jenž argentinská ikona Lionel Messi zkušeně proměnila. Arabský tým pak začal také hrozit, ale nijak nebezpečně. Naopak Argentinci dostali míč do branky Uvaíse hned třikrát, postupně se trefil ještě dvakrát Messi a Lautaro Martínez, jenže ani jedna trefa kvůli ofsajdu neplatila.
Pouze dvě minuty po začátku druhého poločasu se prosadil i tým z Perského zálivu. Přízemní střelou se prosadil Saléh Šehrí. Argentina znervózněla, a po čtyřech minutách inkasovala znovu. To se krásně uvolnil Sálim Dávsárí, a nádherným obstřelem překonal Emiliana Martíneze. Argentina poté sice tlačila, ale arabský tým bránil velmi dobře. Největší šanci si vytvořil v 63. minutě Tagliafico, z blízkosti ale Uvaíse nepřekonal. V 84. minutě ještě zahrozil opět Messi, jeho hlavička se ale taky neujala. V nastavení ještě brutálně sestřelil kolenem svého vlastního hráče, Jásira Šahráního, brankář Uvaís. Po jeho dlouhém ošetřováním se hrálo o skoro patnáct minut navíc, ani to ale Jihoameričanům nestačilo k vyrovnání, a jen jeden zápas od vyrovnání rekordu 36 zápasů dlouhá šňůra bez prohry senzačně skončila. Šahrání měl po zákroku zlomenou čelist a otřes mozku a turnaj pro něj skončil.
| 22. listopadu 2022 11:00 (UTC+3) |        |                                   |                                                                      |
| Argentina                        | 1 : 2  | Saúdská Arábie                    | Lusail Iconic Stadium, Lusail diváci: 88 012 rozhodčí: Slavko Vinčić |
| Lionel Messi 10' (pen.)          | Zpráva | 48' Saléh Šehrí 53' Sálim Davsárí | Lusail Iconic Stadium, Lusail diváci: 88 012 rozhodčí: Slavko Vinčić |

| Argentina | Sáudská Arábie |

| BR             | 23 | Emiliano Martínez  |  |     |
| PO             | 26 | Nahuel Molina      |  |     |
| SO             | 13 | Cristian Romero    |  | 59' |
| SO             | 19 | Nicolás Otamendi   |  |     |
| LO             | 3  | Nicolás Tagliafico |  | 71' |
| SZ             | 7  | Rodrigo de Paul    |  |     |
| SZ             | 5  | Leandro Paredes    |  | 59' |
| PÚ             | 11 | Ángel Di María     |  |     |
| OZ             | 10 | Lionel Messi (c)   |  |     |
| LÚ             | 17 | Papu Gómez         |  | 59' |
| SÚ             | 22 | Lautaro Martínez   |  |     |
| Nahrazující::  |    |                    |  |     |
| O              | 25 | Lisandro Martínez  |  | 59' |
| Ú              | 9  | Julián Álvarez     |  | 59' |
| Z              | 24 | Enzo Fernández     |  | 59' |
| Z              | 8  | Marcos Acuña       |  | 71' |
| Trenér:        |    |                    |  |     |
| Lionel Scaloni |    |                    |  |     |

| BR             | 21 | Muhammad Uvaís    | 90+2' |       |     |
| PO             | 12 | Saúd Abdulhamíd   | 82'   |       |     |
| SO             | 17 | Hassan Tambaktí   |       |       |     |
| SO             | 5  | Alí Bulajhí       | 75'   |       |     |
| LB             | 13 | Jásir Šahrání     |       | 90+9' |     |
| PZ             | 11 | Saléh Šehrí       |       | 78'   |     |
| SZ             | 23 | Muhammad Kannó    |       |       |     |
| SZ             | 8  | Abdulelláh Malkí  | 67'   |       |     |
| LZ             | 10 | Sálim Davsárí     | 79'   |       |     |
| OZ             | 7  | Salmán Faradž (c) |       | 45+4' |     |
| SÚ             | 9  | Fíras Burajkán    |       | 89'   |     |
| Substitutions: |    |                   |       |       |     |
| ZÁ             | 18 | Nawaf Al-Abed     | 88'   | 45+4' | 89' |
| OB             | 2  | Sultán Ganám      |       | 78'   |     |
| OB             | 4  | Abduleláh Amrí    |       | 89'   |     |
| ÚT             | 25 | Haitám Asírí      |       | 89'   |     |
| OB             | 6  | Muhammad Braík    |       | 90+9' |     |
| Trenér:        |    |                   |       |       |     |
| Hervé Renard   |    |                   |       |       |     |

| Muž zápasu Muhammad Uvaís Asistenti rozhodčího: Tomaž Klančnik Andraž Kovačič Čtvrtý rozhodčí: Maguette N'Diaye Náhradní rozhodčí: El Hadj Malick Samba Videorozhodčí: Pol van Boekel Asistenti videorozhodčího: Bastian Dankert Abdelhak Etchiali Ricardo de Burgos Bengoetxea |

### Mexiko - Polsko
Střet mezi Mexikem a Polskem se před tímto zápasem hrál sedmkrát, z toho jednou na mistrovství světa, když Polsko v roce 1978 zvítězilo 3:1 v první skupinové fázi.
První poločas příliš zajímavý nebyl a jedinou střelu na bránu vyslal na sklonku první půle Jorge Sánchez. Té ovšem vystavil stopku gólman, a oba celky tak odcházely do kabin za bezbrankového stavu.
Stejně jako v prvním poločase se chopili iniciativy Mexičané, což byla zásluha především Hirvinga Lozana, který se objevil ofenzivních akcí Mexičanů. Nejvážnější situaci zápasu ale obstarala hvězda polského mužstva Robert Lewandowski, jenž byl faulován v pokutovém území. Po následném zhlédnutí videa nařídil sudí penaltu. K ní se v 58. minutě nepostavil nikdo jiný než on. Lewandowski ale v klíčovém okamžiku selhal, když jeho velmi nepovedenou střelu k pravé tyči lapil Guillermo Ochoa. Středoamerický celek následně působil jistěji, což se projevilo i na trávníku. Hrozilo dál, spolehlivý Szczesny však změnu skóre nepřipustil a zápas skončil jako druhý po sobě na šampionátu 0:0.
| 22. listopadu 2022 17:00 (UTC+3) |        |        |                                                         |
| Mexiko                           | 0 : 0  | Polsko | Stadium 974, Dauhá diváci: 39 369 rozhodčí: Chris Beath |
|                                  | Zpráva |        | Stadium 974, Dauhá diváci: 39 369 rozhodčí: Chris Beath |

| Mexiko | Polsko |

| BR              | 13 | Guillermo Ochoa (c) |     |     |
| PO              | 19 | Jorge Sánchez       | 29' |     |
| SO              | 3  | César Montes        |     |     |
| SO              | 15 | Héctor Moreno       | 56' |     |
| LO              | 23 | Jesús Gallardo      |     |     |
| SZ              | 16 | Héctor Herrera      |     | 71' |
| SZ              | 4  | Edson Álvarez       |     |     |
| SZ              | 24 | Luis Chávez         |     |     |
| PK              | 22 | Hirving Lozano      |     |     |
| SÚ              | 20 | Henry Martín        |     | 71' |
| LK              | 10 | Alexis Vega         |     | 84' |
| Nahrazující:    |    |                     |     |     |
| ZÁ              | 8  | Carlos Rodríguez    |     | 71' |
| ÚT              | 9  | Raúl Jiménez        |     | 71' |
| ÚT              | 21 | Uriel Antuna        |     | 84' |
| Trenér:         |    |                     |     |     |
| Gerardo Martino |    |                     |     |     |

| BR                  | 1  | Wojciech Szczęsny      |     |     |
| PO                  | 18 | Bartosz Bereszyński    |     |     |
| SO                  | 15 | Kamil Glik             |     |     |
| SO                  | 14 | Jakub Kiwior           |     |     |
| LO                  | 2  | Matty Cash             |     |     |
| DZ                  | 19 | Sebastian Szymański    |     | 71' |
| SZ                  | 10 | Grzegorz Krychowiak    |     |     |
| SZ                  | 20 | Piotr Zieliński        |     | 87' |
| PK                  | 13 | Jakub Kamiński         |     |     |
| SÚ                  | 9  | Robert Lewandowski (c) |     |     |
| LK                  | 21 | Nicola Zalewski        |     | 46' |
| Nahrazující:        |    |                        |     |     |
| ZÁ                  | 6  | Krystian Bielik        |     | 46' |
| ZÁ                  | 24 | Przemysław Frankowski  | 76' | 71' |
| ÚT                  | 7  | Arkadiusz Milik        |     | 87' |
| Trenér:             |    |                        |     |     |
| Czesław Michniewicz |    |                        |     |     |

| Muž zápasu Guillermo Ochoa Asistenti rozhodčího: Anton Shchetinin Ashley Beecham Čtvrtý rozhodčí: Stéphanie Frappartová Náhradní rozhodčí: Neuza Backová Videorozhodčí: Shaun Evans Asistenti videorozhodčího: Nicolás Gallo Martín Soppi Juan Soto |

2. kolo

### Polsko - Saúdská Arábie
Oba týmy se spolu utkaly čtyřikrát, naposledy v roce 2006, kdy v přátelském utkání zvítězilo Polsko 2:1.
| 26. listopadu 2022 14:00 (UTC+3)           |        |                |                                                                       |
| Polsko                                     | 2 : 0  | Saúdská Arábie | Stadion Education City, Dauhá diváci: 40 875 rozhodčí: Wilton Sampaio |
| Piotr Zieliński 39' Robert Lewandowski 82' | Zpráva |                | Stadion Education City, Dauhá diváci: 40 875 rozhodčí: Wilton Sampaio |

| Polsko | Saúdská Arábie |

| BR                  | 1  | Wojciech Szczęsny      |     |     |
| SO                  | 18 | Bartosz Bereszyński    |     |     |
| SO                  | 15 | Kamil Glik             |     |     |
| SO                  | 14 | Jakub Kiwior           | 15' |     |
| PZ                  | 2  | Matty Cash             | 16' |     |
| SZ                  | 6  | Krystian Bielik        |     |     |
| SZ                  | 10 | Grzegorz Krychowiak    |     |     |
| LZ                  | 24 | Przemysław Frankowski  |     |     |
| OZ                  | 20 | Piotr Zieliński        |     | 63' |
| SÚ                  | 7  | Arkadiusz Milik        | 19' | 71' |
| SÚ                  | 9  | Robert Lewandowski (c) |     |     |
| Nahrazující:        |    |                        |     |     |
| ZÁ                  | 13 | Jakub Kamiński         |     | 63' |
| ÚT                  | 23 | Krzysztof Piątek       |     | 71' |
| Trenér:             |    |                        |     |     |
| Czesław Michniewicz |    |                        |     |     |

| BR           | 21           | Muhammad Uvaís    |       |     |       |
| PO           | 12           | Saúd Abdulhamíd   |       |     |       |
| SO           | 4            | Abduleláh Amrí    | 45+4' |     |       |
| SO           | 5            | Alí Bulajhí       |       |     |       |
| LO           | 6            | Muhammad Braík    |       | 65' |       |
| DZ           | 8            | Abdulelláh Malkí  | 20'   | 85' |       |
| SZ           | 16           | Samí Nadžej       |       | 46' |       |
| SZ           | 23           | Muhammad Kannó    |       |     |       |
| PK           | 9            | Fíras Burajkán    |       |     |       |
| LK           | 10           | Sálim Davsárí (c) |       |     |       |
| SÚ           | 11           | Saléh Šehrí       |       | 85' |       |
| Nahrazující: |              |                   |       |     |       |
| ZÁ           | 18           | Nawaf Al-Abed     |       | 46' |       |
| OB           | 2            | Sultán Ganám      |       | 65' |       |
| ÚT           | 20           | Abdulrahman Abúd  |       | 85' |       |
| ZÁ           | 24           | Násir Davsárí     |       | 85' | 90+5' |
| ÚT           | 19           | Hattán Bahabrí    |       |     | 90+5' |
| Trenér:      |              |                   |       |     |       |
| Hervé Renard | Hervé Renard | Hervé Renard      | 27'   |     |       |

| Muž zápasu: Robert Lewandowski Asistenti rozhodčího: Bruno Boschilia Bruno Pires Čtvrtý rozhodčí: Kevin Ortega Náhradní rozhodčí: Michael Orué Videorozhodčí: Drew Fischer Asistenti videorozhodčího: Armando Villarreal Nicolás Taran Leodán González |

### Argentina - Mexiko
Národní týmy Argentiny a Mexika se na mistrovství světa střetly před tímto duelem třikrát. Nejprve v roce 1930, kdy Argentina zvítězila ve skupinové fázi 6:3, a poté dvoje osmifinálová utkání, v roce 2006 2:1 pro Jihoamerický tým, a v roce 2010 3:1 i do třetice vyhrála Argentina.
Argentina byla celý první poločas dominantnější, a snažila se dostat do hluboké mexické defenzívy. Moc jí to ale nešlo, jedinou vážnější šanci měl v 34. minutě Messi, když zkoušel balón zakroutit přímo z rohu do brány, Ochoa byl ale pozorný a s pokusem si poradil. Po jedné šanci mělo také Mexiko, na konci poločasu vyslal zajímavou ránu z přímého kopu Carlos Vega, Martínez ale míč s přehledem chytil. Poločas byl tedy bez branek.
V druhém dějství už byl projev Argentiny o něco lepší a v 64. minutě konečně šli do vedení, když se přízemní střelou prosadil podruhé na šampionátu Lionel Messi. Ten se zároveň stal nejlepším jihoamerickým střelcem historie s 93 góly a překonal brazilskou legendu Pelého s 92 góly. Mexiko mělo logicky problém přepnout z urputné defenzívy do útoku a překonávat argentinskou obranu. To se jí nakonec ani zdaleka nepovedlo a naopak dostali gól samy. Mladičký útočník Benfiky Enzo Fernández výbornou střelou na vzdálenější tyč zvýšil na 2:0 a Argentina tedy odčinila blamáž z předchozího zápasu proti Saúdské Arábii.
| 26. listopadu 2022 20:00 (UTC+3)    |        |        |                                                                       |
| Argentina                           | 2 : 0  | Mexiko | Lusail Iconic Stadium, Lusail diváci: 88 966 rozhodčí: Daniele Orsato |
| Lionel Messi 64' Enzo Fernández 87' | Zpráva |        | Lusail Iconic Stadium, Lusail diváci: 88 966 rozhodčí: Daniele Orsato |

| Argentina | Mexiko |

| BR             | 23 | Emiliano Martínez   |     |     |
| PO             | 4  | Gonzalo Montiel     | 43' | 63' |
| SO             | 19 | Nicolás Otamendi    |     |     |
| SO             | 25 | Lisandro Martínez   |     |     |
| LO             | 8  | Marcos Acuña        |     |     |
| SZ             | 7  | Rodrigo de Paul     |     |     |
| SZ             | 18 | Guido Rodríguez     |     | 57' |
| PK             | 11 | Ángel Di María      |     | 69' |
| OZ             | 10 | Lionel Messi (c)    |     |     |
| LK             | 20 | Alexis Mac Allister |     | 69' |
| SÚ             | 22 | Lautaro Martínez    |     | 63' |
| Nahrazující:   |    |                     |     |     |
| ZÁ             | 24 | Enzo Fernández      |     | 57' |
| ÚT             | 9  | Julián Álvarez      |     | 63' |
| OB             | 26 | Nahuel Molina       |     | 63' |
| ZÁ             | 14 | Exequiel Palacios   |     | 69' |
| OB             | 13 | Cristian Romero     |     | 69' |
| Trenér:        |    |                     |     |     |
| Lionel Scaloni |    |                     |     |     |

| BR              | 13 | Guillermo Ochoa     |     |     |
| SO              | 3  | César Montes        |     |     |
| SO              | 2  | Néstor Araujo       | 22' |     |
| SO              | 15 | Héctor Moreno       |     |     |
| DZ              | 18 | Andrés Guardado (c) |     | 42' |
| SZ              | 16 | Héctor Herrera      | 66' |     |
| SZ              | 24 | Luis Chávez         |     |     |
| PK              | 26 | Kevin Álvarez       |     | 66' |
| LK              | 23 | Jesús Gallardo      |     |     |
| SÚ              | 22 | Hirving Lozano      |     | 73' |
| SÚ              | 10 | Alexis Vega         |     | 66' |
| Nahrazující:    |    |                     |     |     |
| ZÁ              | 14 | Érick Gutiérrez     | 50' | 42' |
| ÚT              | 9  | Raúl Jiménez        |     | 66' |
| ZÁ              | 21 | Uriel Antuna        |     | 66' |
| ZÁ              | 25 | Roberto Alvarado    | 89' | 73' |
| Trenér:         |    |                     |     |     |
| Gerardo Martino |    |                     |     |     |

| Muž zápasu: Lionel Messi Asistenti rozhodčího: Ciro Carbone Alessandro Giallatini Čtvrtý rozhodčí: István Kovács Náhradní rozhodčí: Ovidiu Artene Videorozhodčí: Massimiliano Irrati Asistenti videorozhodčího: Paolo Valeri Roberto Díaz Pérez del Paloma Jérôme Brisard |

3. kolo

### Polsko - Argentina
Polsko a Argentina se utkaly už jedenáctkrát, z toho dvakrát na mistrovství světa, na němž Polsko vyhrálo 3:2 v první skupinové fázi v roce 1974 , respektive Argentina 2:0 ve druhé skupinové fázi v roce 1978.
| 30. listopadu 2022 20:00 (UTC+3) |        |                                            |                                                            |
| Polsko                           | 0 : 2  | Argentina                                  | Stadium 974, Dauhá diváci: 44 089 rozhodčí: Danny Makkelie |
|                                  | Zpráva | 46' Alexis Mac Allister 67' Julián Álvarez | Stadium 974, Dauhá diváci: 44 089 rozhodčí: Danny Makkelie |

| Polsko | Argentina |

| BR                  | 1  | Wojciech Szczęsny      |     |     |
| PO                  | 2  | Matty Cash             |     |     |
| SO                  | 15 | Kamil Glik             |     |     |
| SO                  | 14 | Jakub Kiwior           |     |     |
| LO                  | 18 | Bartosz Bereszyński    |     | 72' |
| PZ                  | 20 | Piotr Zieliński        |     |     |
| SZ                  | 6  | Krystian Bielik        |     | 62' |
| SZ                  | 10 | Grzegorz Krychowiak    | 78' | 83' |
| LZ                  | 24 | Przemysław Frankowski  |     | 46' |
| SÚ                  | 16 | Karol Świderski        |     | 46' |
| SÚ                  | 9  | Robert Lewandowski (c) |     |     |
| Nahrazující:        |    |                        |     |     |
| ZÁ                  | 26 | Michał Skóraś          |     | 46' |
| ZÁ                  | 13 | Jakub Kamiński         |     | 46' |
| ZÁ                  | 19 | Sebastian Szymański    |     | 62' |
| OB                  | 3  | Artur Jędrzejczyk      |     | 72' |
| ÚT                  | 23 | Krzysztof Piątek       |     | 83' |
| Trenér:             |    |                        |     |     |
| Czesław Michniewicz |    |                        |     |     |

| BR             | 23 | Emiliano Martínez   |     |     |
| PO             | 26 | Nahuel Molina       |     |     |
| SO             | 13 | Cristian Romero     |     |     |
| SO             | 19 | Nicolás Otamendi    |     |     |
| LO             | 8  | Marcos Acuña        | 49' | 59' |
| SZ             | 7  | Rodrigo de Paul     |     |     |
| SZ             | 24 | Enzo Fernández      |     | 79' |
| PK             | 11 | Ángel Di María      |     | 59' |
| OZ             | 10 | Lionel Messi (c)    |     |     |
| LK             | 20 | Alexis Mac Allister |     | 83' |
| SÚ             | 9  | Julián Álvarez      |     | 79' |
| Nahrazující:   |    |                     |     |     |
| ZÁ             | 5  | Leandro Paredes     |     | 59' |
| OB             | 3  | Nicolás Tagliafico  |     | 59' |
| OB             | 6  | Germán Pezzella     |     | 79' |
| ÚT             | 22 | Lautaro Martínez    |     | 79' |
| ZÁ             | 16 | Thiago Almada       |     | 83' |
| Trenér:        |    |                     |     |     |
| Lionel Scaloni |    |                     |     |     |

| Muž zápasu: Alexis Mac Allister Asistenti rozhodčího: Hessel Steegstra Jan de Vries Čtvrtý rozhodčí: Said Martínez Náhradní rozhodčí: Helpys Raymundo Feliz Videorozhodčí: Pol van Boekel Asistenti videorozhodčího: Bastian Dankert Kathryn Nesbitt Juan Soto |

### Saúdská Arábie - Mexiko
Týmy se utkaly pětkrát, naposledy v roce 1999, kdy Mexiko vyhrálo 5:1 na Konfederačním poháru FIFA.
| 30. listopadu 2022 20:00 (UTC+3) |        |                                  |                                                                       |
| Saúdská Arábie                   | 1 : 2  | Mexiko                           | Lusail Iconic Stadium, Lusail diváci: 84 985 rozhodčí: Michael Oliver |
| Sálim Davsárí 90+5'              | Zpráva | 47' Henry Martín 52' Luis Chávez | Lusail Iconic Stadium, Lusail diváci: 84 985 rozhodčí: Michael Oliver |

| Saúdská Arábie | Mexiko |

| BR           | 21 | Muhammad Uvaís    |       |     |
| SO           | 17 | Hassan Tambaktí   | 52'   |     |
| SO           | 4  | Abduleláh Amrí    | 90+1' |     |
| SO           | 5  | Alí Bulajhí       |       | 37' |
| PZ           | 2  | Sultán Ganám      |       | 88' |
| SZ           | 15 | Alí Hassan        | 34'   | 46' |
| SZ           | 23 | Muhammad Kannó    |       |     |
| LZ           | 12 | Saúd Abdulhamíd   |       |     |
| PÚ           | 9  | Fíras Burajkán    |       |     |
| SÚ           | 11 | Saléh Šehrí       | 28'   | 62' |
| LÚ           | 10 | Sálim Davsárí (c) |       |     |
| Nahrazující: |    |                   |       |     |
| ZÁ           | 26 | Rijád Šarahilí    |       | 37' |
| OB           | 3  | Abduláh Madú      | 81'   | 46' |
| ÚT           | 20 | Abdulrahman Abúd  |       | 62' |
| ÚT           | 19 | Hattán Bahabrí    | 90+7' | 88' |
| Trenér:      |    |                   |       |     |
| Hervé Renard |    |                   |       |     |

| BR              | 13 | Guillermo Ochoa (c) |     |     |
| PO              | 19 | Jorge Sánchez       |     | 86' |
| SO              | 3  | César Montes        |     |     |
| SO              | 15 | Héctor Moreno       |     |     |
| LO              | 23 | Jesús Gallardo      |     |     |
| SZ              | 4  | Edson Álvarez       | 16' | 86' |
| SZ              | 24 | Luis Chávez         |     |     |
| PK              | 22 | Hirving Lozano      |     |     |
| OZ              | 17 | Orbelín Pineda      |     | 77' |
| LK              | 10 | Alexis Vega         |     | 46' |
| SÚ              | 20 | Henry Martín        |     | 77' |
| Nahrazující:    |    |                     |     |     |
| ÚT              | 21 | Uriel Antuna        |     | 46' |
| ÚT              | 9  | Raúl Jiménez        |     | 77' |
| ZÁ              | 8  | Carlos Rodríguez    |     | 77' |
| OB              | 26 | Kevin Álvarez       |     | 86' |
| ÚT              | 11 | Rogelio Funes Mori  |     | 86' |
| Trenér:         |    |                     |     |     |
| Gerardo Martino |    |                     |     |     |

| Muž zápasu: Luis Chávez Asistenti rozhodčího: Stuart Burt Simon Bennett Čtvrtý rozhodčí: István Kovács Náhradní rozhodčí: Vasile Marinesc Videorozhodčí: Massimiliano Irrati Asistenti videorozhodčího: Paolo Valeri Alessandro Giallatini Alejandro Hernández Hernández |

## Disciplína
Body fair play se použijí jako rozhodující, pokud jsou celkové a vzájemné výsledky týmů vyrovnané. Ty se vypočítávají na základě žlutých a červených karet obdržených ve všech zápasech skupiny takto:
- žlutá karta: minus 1 bod;
- nepřímá červená karta (druhá žlutá karta): minus 3 body;
- přímá červená karta: minus 4 body;
- žlutá karta a přímá červená karta: minus 5 bodů;

V jednom zápase lze na hráče uplatnit pouze jeden z výše uvedených odečtů.
| Tým            | 1. Kolo | 1. Kolo                                                    | 1. Kolo   | 1. Kolo                         | 2. Kolo | 2. Kolo                                                    | 2. Kolo   | 2. Kolo                         | 3. Kolo | 3. Kolo                                                    | 3. Kolo   | 3. Kolo                         | Body |
| Tým            |         | Žlutá karta udělena · Žlutá karta udělena opět · Vyloučení | Vyloučení | Žlutá karta udělena · Vyloučení |         | Žlutá karta udělena · Žlutá karta udělena opět · Vyloučení | Vyloučení | Žlutá karta udělena · Vyloučení |         | Žlutá karta udělena · Žlutá karta udělena opět · Vyloučení | Vyloučení | Žlutá karta udělena · Vyloučení | Body |
| -------------- | ------- | ---------------------------------------------------------- | --------- | ------------------------------- | ------- | ---------------------------------------------------------- | --------- | ------------------------------- | ------- | ---------------------------------------------------------- | --------- | ------------------------------- | ---- |
| Argentina      |         |                                                            |           |                                 | 1       |                                                            |           |                                 | 1       |                                                            |           |                                 | −2   |
| Polsko         | 1       |                                                            |           |                                 | 3       |                                                            |           |                                 | 1       |                                                            |           |                                 | −5   |
| Mexiko         | 2       |                                                            |           |                                 | 4       |                                                            |           |                                 | 1       |                                                            |           |                                 | −7   |
| Saúdská Arábie | 6       |                                                            |           |                                 | 2       |                                                            |           |                                 | 6       |                                                            |           |                                 | −14  |